# Metropolia Nairobi (Kościół Prawosławny)
Metropolia Nairobi (do 2015 metropolia Kenii) – jedna z eparchii Patriarchatu Aleksandryjskiego, z siedzibą w Nairobi. Obejmuje część terytorium Kenii. Obecnym zwierzchnikiem administratury (od 22 lutego 2001 r.) jest metropolita Makary (Tillyridis).
Metropolia została erygowana w 1994 jako eparchia (diecezja) Kenii. W 2015 r. z metropolii wydzielono dwie nowe administratury: diecezję Nieri i Góry Kenia oraz diecezję Kisumu i Zachodniej Kenii.

## Metropolici
- Ireneusz (Talambekos) – od 28 listopada 1994 do 23 sierpnia 1997
- Serafin (Kykkotis) – od 28 sierpnia 1997 do 22 lutego 2001
- Makary (Tillyridis) – od 22 lutego 2001